# Micropsectra jokaquarta
Micropsectra jokaquarta е насекомо от разред Двукрили (Diptera), семейство Хирономидни (Chironomidae).